# Saison 2017 de l'équipe cycliste Wilier Triestina-Selle Italia
La saison 2017 de l'équipe cycliste Wilier Triestina-Selle Italia est la neuvième de cette équipe.

## Préparation de la saison 2017

### Sponsors et financement de l'équipe

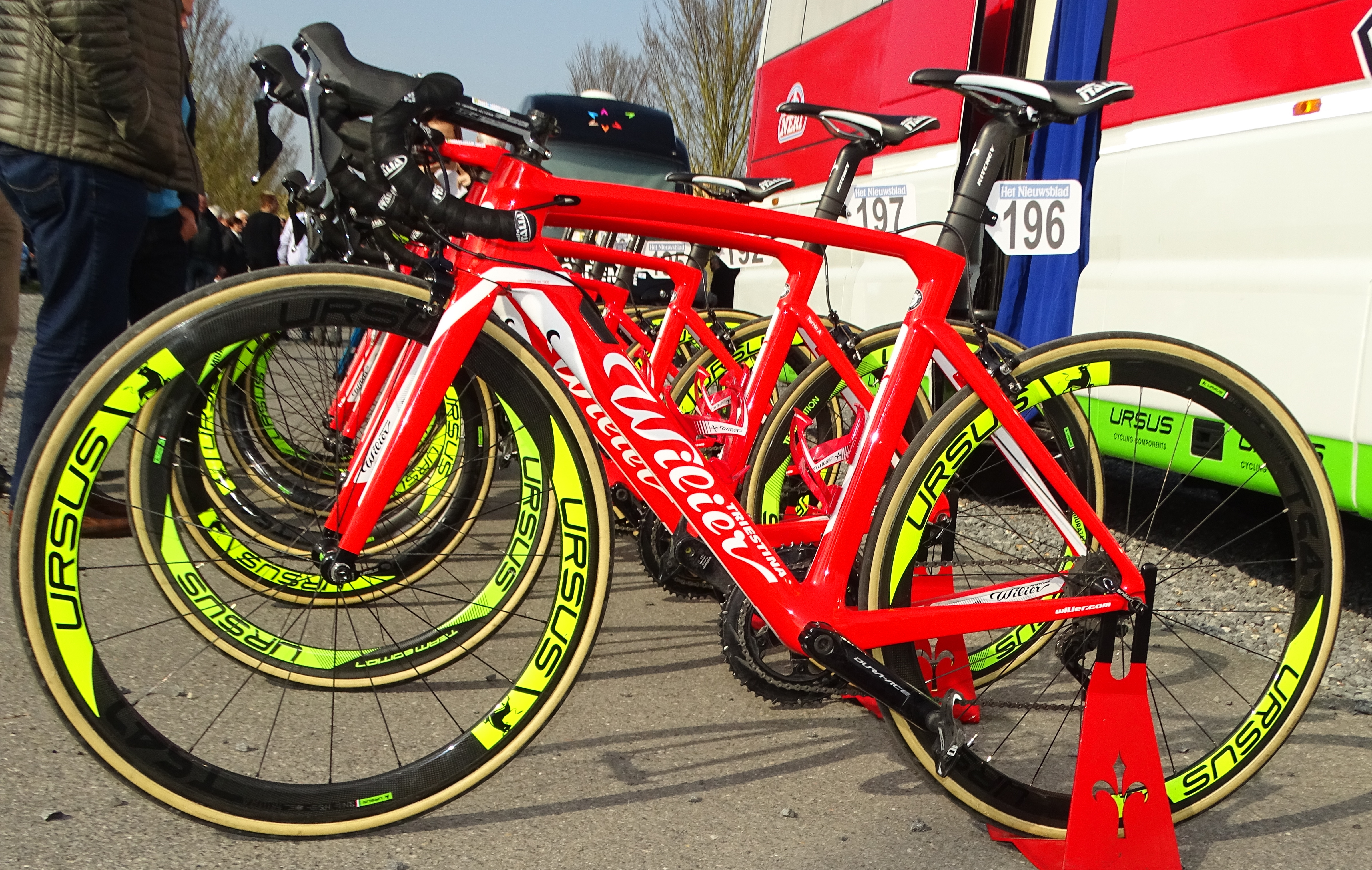
Vélos de l'équipe lors des Trois Jours de La Panne.
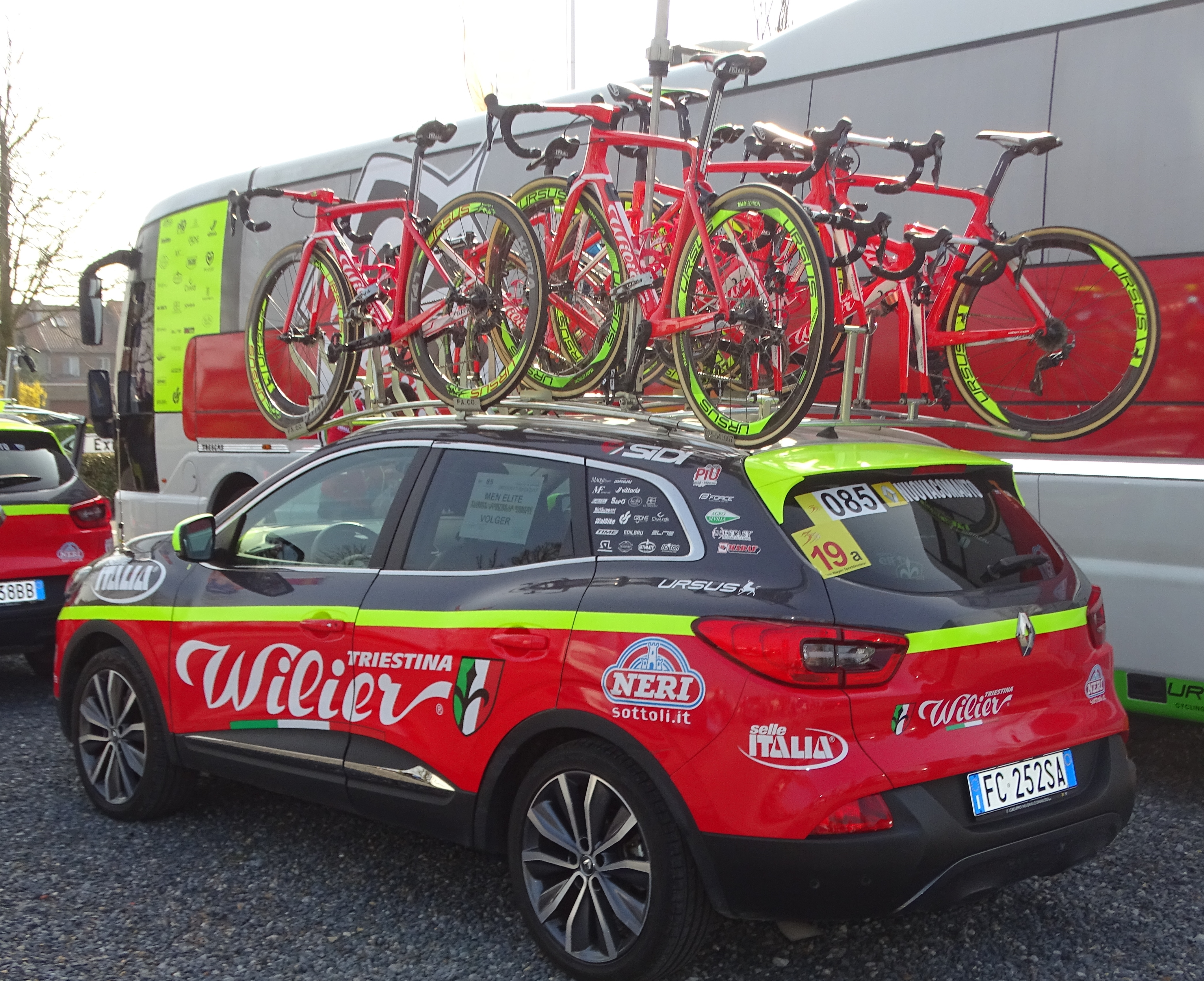
Véhicules de l'équipe lors des Trois Jours de La Panne.

### Arrivées et départs
| Arrivées        | Équipe 2016                     |
| --------------- | ------------------------------- |
| Alberto Cecchin | Roth                            |
| Miguel Flórez   | Boyacá Raza de Campeones        |
| Ilia Koshevoy   | Lampre-Merida                   |
| Jacopo Mosca    | Viris Maserati-Sisal Matchpoint |
| Alex Turrin     | Unieuro Wilier                  |

| Départs        | Équipe 2017 |
| -------------- | ----------- |
| Samuele Conti  | suspension  |
| Andrea Dal Col |             |
| Tomás Gil      | retraite    |
| Enrique Sanz   |             |
| Mirko Trosino  |             |

## Coureurs et encadrement technique

### Effectif
| Cycliste           | Date de naissance | Nationalité | Équipe 2016                     |  |
| ------------------ | ----------------- | ----------- | ------------------------------- |  |
| Julen Amézqueta    | 12 août 1993      | Espagne     | Wilier Triestina-Southeast      |  |
| Rafael Andriato    | 20 octobre 1987   | Brésil      | Wilier Triestina-Southeast      |  |
| Manuel Belletti    | 14 octobre 1985   | Italie      | Wilier Triestina-Southeast      |  |
| Liam Bertazzo      | 17 février 1992   | Italie      | Wilier Triestina-Southeast      |  |
| Matteo Busato      | 20 décembre 1987  | Italie      | Wilier Triestina-Southeast      |  |
| Alberto Cecchin    | 8 août 1989       | Italie      | Roth                            |  |
| Matteo Draperi     | 17 janvier 1991   | Italie      | Wilier Triestina-Southeast      |  |
| Gilbert Ducournau  | 25 septembre 1992 | Venezuela   | Wilier Triestina-Southeast      |  |
| Andrea Fedi        | 29 mai 1991       | Italie      | Wilier Triestina-Southeast      |  |
| Miguel Flórez      | 21 février 1996   | Colombie    | Boyacá Raza de Campeones        |  |
| Giuseppe Fonzi     | 2 août 1991       | Italie      | Wilier Triestina-Southeast      |  |
| Yonder Godoy       | 19 avril 1993     | Venezuela   | Wilier Triestina-Southeast      |  |
| Ilia Koshevoy      | 20 mars 1991      | Biélorussie | Lampre-Merida                   |  |
| Jakub Mareczko     | 30 avril 1994     | Italie      | Wilier Triestina-Southeast      |  |
| Daniel Martínez    | 25 avril 1995     | Colombie    | Wilier Triestina-Southeast      |  |
| Jacopo Mosca       | 29 août 1993      | Italie      | Viris Maserati-Sisal Matchpoint |  |
| Filippo Pozzato    | 10 septembre 1981 | Italie      | Wilier Triestina-Southeast      |  |
| Cristian Rodríguez | 3 mars 1995       | Espagne     | Wilier Triestina-Southeast      |  |
| Mirko Tedeschi     | 5 janvier 1989    | Italie      | Wilier Triestina-Southeast      |  |
| Alex Turrin        | 3 juin 1992       | Italie      | Unieuro Wilier                  |  |
| Eugert Zhupa       | 4 avril 1990      | Albanie     | Wilier Triestina-Southeast      |  |

## Bilan de la saison

### Victoires
| Date       | Course                       | Pays     | Classe | Vainqueur      |
| ---------- | ---------------------------- | -------- | ------ | -------------- |
| 24/02/2017 | 3e étape du Tour de Langkawi | Malaisie | 2.HC   | Jakub Mareczko |
| 28/02/2017 | 7e étape du Tour de Langkawi | Malaisie | 2.HC   | Jakub Mareczko |
| 27/04/2017 | 3e étape du Tour de Bretagne | France   | 2.2    | Jakub Mareczko |

### Résultats sur les courses majeures
Les tableaux suivants représentent les résultats de l'équipe dans les principales courses du calendrier international dans lesquelles l'équipe bénéficie d'une invitation (les cinq classiques majeures et les trois grands tours). Pour chaque épreuve est indiqué le meilleur coureur de l'équipe, son classement ainsi que les accessits glanés par Wilier Triestina-Selle Italia sur les courses de trois semaines.

#### Classiques
| Classique            | Milan-San Remo | Tour des Flandres | Paris-Roubaix | Liège-Bastogne-Liège | Tour de Lombardie |
| -------------------- | -------------- | ----------------- | ------------- | -------------------- | ----------------- |
| Coureur (classement) |                |                   |               |                      |                   |

#### Grands tours
| Grand tour           | Tour d'Italie            | Tour de France | Tour d'Espagne |
| -------------------- | ------------------------ | -------------- | -------------- |
| Coureur (classement) | Cristian Rodríguez (52e) |                |                |
| Accessits            | -                        |                |                |